# OR4A47
OR4A47 (англ. Olfactory receptor family 4 subfamily A member 47) – білок, який кодується однойменним геном, розташованим у людей на короткому плечі 11-ї хромосоми. Довжина поліпептидного ланцюга білка становить 309 амінокислот, а молекулярна маса — 34 760.
| 10         |  | 20         |  | 30         |  | 40         |  | 50         |
| ---------- |  | ---------- |  | ---------- |  | ---------- |  | ---------- |
| MEPRKNVTDF |  | VLLGFTQNPK |  | EQKVLFVMFL |  | LFYILTMVGN |  | LLIVVTVTVS |
| ETLGSPMYFF |  | LAGLSFIDII |  | YSSSISPRLI |  | SGLFFGNNSI |  | SFQSCMAQLF |
| IEHIFGGSEV |  | FLLLVMAYDC |  | YVAICKPLHY |  | LVIMRQWVCV |  | VLLVVSWVGG |
| FLHSVFQLSI |  | IYGLPFCGPN |  | VIDHFFCDMY |  | PLLKLVCTDT |  | HAIGLLVVAN |
| GGLACTIVFL |  | LLLISYGVIL |  | HSLKNLSQKG |  | RQKALSTCSS |  | HMTVVVFFFV |
| PCIFMYARPA |  | RTFPIDKSVS |  | VFYTVITPML |  | NPLIYTLRNS |  | EMTSAMKKLW |
| RRDLISSST  |  |            |  |            |  |            |  |            |

A: Аланін

C: Цистеїн

D: Аспарагінова кислота

E: Глутамінова кислота

F: Фенілаланін

G: Гліцин

H: Гістидин

I: Ізолейцин

K: Лізин

L: Лейцин

M: Метіонін

N: Аспарагін

P: Пролін

Q: Глутамін

R: Аргінін

S: Серин

T: Треонін

V: Валін

W: Триптофан

Кодований геном білок за функціями належить до рецепторів, g-білокспряжених рецепторів, білків внутрішньоклітинного сигналінгу. 
Локалізований у клітинній мембрані.